# 日本大學第三中學校及高等學校
日本大學第三中學校及高等學校是位於東京都町田市圖師町地區的私立完全中學，為日本大學的特別附屬學校。
該校棒球部自1930年代起已存在，至今已參加全國高等學校棒球錦標賽超過10次，選拔高等學校棒球大會超過20次，並分別在兩場賽事中都獲得過優勝。

## 歷史
學校的前身可以追溯至1891年當時的高等商業學校校長矢野二郎為了希望入學學生所成立的「高等商業學校預備門」，最初位於東京市千代田區大手町。
1893年配合中學校令，除了繼續作為高等商業學校的預備校，也和東京工業學校配合，因此將學校更名為「私立商工中學校」。
1917年遷移至赤坂區中之町（位於現在的港區赤坂），並更名為「私立赤坂中學校」，但由於營運問題在1929年交由日本大學經營，成為「日本大學附屬赤坂中學校」，1930年再更名為「日本大學第三中學校」。
1948年配合日本的學制改革成為「日本大學第三中學校及高等學校」，1976年遷至位於町田市的現址。